# Desdémona y Emilia
Desdémona y Emilia es un cuadro del artista francés Eugène Delacroix, el cual es fechado cerca de 1825. Es un óleo montado en lienzo de 25.5 x 17.5 cm.

## Análisis de la obra
La escena elaborada por Delacroix es tomada de El moro de Venecia en la que Desdémona, vestida de blanco y sentada sobre un sillón, manifiesta su inocencia; en cambio Emilia, vestida de negro con apenas unos visos de color en la túnica, intenta consolarla ante la sospecha de que su esposo Yago fue quien provocó su incertidumbre y los celos de Otelo.
Para crear esta pintura, el artista retoma elementos del Renacimiento italiano y de los claroscuros de Rubens, con el fin de recrear un contraste entre el fondo y los personajes, haciendo que estos últimos se destaquen. Además se puede observar un juego de profundidad y perspectivas, los cuales aportan dinamismo a la escena.